# 도흔
도흔(道欣, ?~?)은 백제의 승려이다.

## 생애
609년에 오나라에서 백제로 귀국하던 중에 풍랑을 만나 바다 위에서 표류하다 왜에 도착하게 된 그는 다른 11명의 승려들과 같이 겐코사(元興寺)에 거처했다.